# 洛易褐腐乾酪菌
洛易褐腐乾酪菌，屬多孔菌科一種，是木棲腐生的小型菇類。該菇類生長於如台灣等地之低中海拔林區，生長期間約是在春夏兩季之間。